# Groupe Emsland
Le groupe Emsland  est un groupe agroalimentaire allemand spécialisé dans la transformation industrielle de la pomme de terre. C'est le premier producteur d'amidon de pomme de terre en Allemagne et l'un des premiers fabricants mondiaux du secteur.
Ce groupe comprend au total dix-neuf sociétés, dont huit sont consolidés dans les comptes de l'entreprise, Emsland-Stärke AG. En outre, le groupe Emsland détient six participations (minoritaires) au Royaume-Uni, en Italie, au Canada, en Turquie et aux États-Unis, dont les comptes ne sont cependant pas complètement consolidés. 
Le groupe Emsland a employé, en moyenne 2006/2007, un peu moins de 860 employés et a généré des recettes d'environ 330 millions d'euros pour un résultat consolidé de 2,9 millions d'euros. L'actuel dirigeant de la société est Hubert Eilting.    

## Emsland Stärke GmbH
Emsland-Stärke GmbH  est la principale entreprise du groupe Emsland. 
Elle exploite à Emlichheim dans l'arrondissement de Grafschaft Bentheim (Basse-Saxe) la plus importante usine d'Europe de transformation de fécule de pomme de terre. L'usine a été construite en 1928 sous le nom de Emlichheimer Kartoffelfabrik AG. Elle est devenue par la suite Emsland-Stärke GmbH. 
La matière première de base est la pomme de terre qui est à l'origine de nombreux produits dérivés, issus du raffinage de l'amidon et de l'extraction de protéines. Ces dérivés sont ensuite utilisés comme ingrédients dans l'industrie agroalimentaire, par exemple dans la fabrication de farine, pain, pâtisseries, bonbons, dans les détersifs, et dans divers autres secteurs industriels, notamment le papier, le textile et les adhésifs.  
L'usine principale d'Emlichheim et les autres sites de production, situés à Wietzendorf, Golssen et Kyritz, transforment annuellement 1,6 million de tonnes de pommes de terre en amidon de pomme de terre. Dans les usines de Cloppenburg et Wittingen sont produits des flocons et des granulés de pomme de terre, utilisés comme matières premières pour les plats cuisinés et les aliments pour bébés.    